# Джинпа
«Джинпа» (кит. 撞死了一只羊, буквально – "убил овцу") — художественный фильм на тибетском языке, снятый в 2018 году. Режиссёр картины, Пема Цеден, поставил фильм по двум новеллам: «Убийца» Церинга Норбу и «Я переехал овцу» собственного сочинения. Премьера состоялась в секции «Горизонты» 75-го Венецианского кинофестиваля, где получила приз за лучший сценарий. В России фильм был показан 2 марта 2019 года в рамках фестиваля «Современное кино Китая».

## Сюжет
Водитель грузовика Джинпа (Джинпа), перемещаясь по пустынной высокогорной дороге Тибета, сбил насмерть овцу. Чуть поодаль на той же дороге он подобрал юношу (Гэндэн Пхунцок), замышляющего убийство. По дороге выясняется, что юноша пытается разыскать человека, 10 лет назад убившего его отца. Несколько озадаченный, при расставании водитель узнаёт имя молодого человека и обнаруживает в нём своего тёзку. Серия совпадений глубоко потрясает водителя Джинпу и после доставки груза вынуждает его отправиться на поиски молодого путешественника, чтобы предотвратить убийство.

## Награды и признание
- Приз за лучший сценарий в секции «Горизонты» 75-го Венецианского кинофестиваля[1]
- Две номинации на 55-м кинофестивале «Золотая лошадь» за лучший адаптированный сценарий и лучшую режиссуру[3]